# Chi Ophiuchi
Chi Ophiuchi (χ Ophiuchi, förkortat Chi Oph, χ Oph), som är stjärnans Bayer-beteckning, är en ensam stjärna i den västra delen av stjärnbilden Ormbäraren. Den har en genomsnittlig skenbar magnitud på +4,60 och är synlig för blotta ögat där ljusföroreningar ej förekommer. Baserat på parallaxmätningar i Hipparcos-uppdraget på 6,7 mas beräknas den befinna sig på ca 490 ljusårs (150 pc) avstånd från solen. Stjärnan ingår i rörelsegruppen Övre Scorpius inom Scorpius-Centaurus OB-föreningen, den närmaste till solen av en sådan samförflyttande förening av massiva stjärnor.

## Egenskaper
Chi Ophiuchi är en blå stjärna av spektralklass B2 Vne. Den har en massa som är ca 10 gånger solens massa, en radie som är ca 4,5 och utsänder ca 200 000  gånger mera energi än solen från dess fotosfär vid en effektiv temperatur på ca 41 700 K.
Chi Ophiuchi är en eruptiv variabel av Gamma Cassiopeiae-typ och Lambda Eridani-typ och har en skenbar magnitud som varierar 4,14-4,77 med en period av 0,649 dygn eller 15,6 timmar.